# Алла Пугачёва представляет…
«Алла Пугачёва представляет…» — совместная концертная программа 1985 года Аллы Пугачёвой и шведской группы «Herreys». Режиссёром-постановщиком и художественным руководителем концертной программы выступила Алла Пугачёва.

## История
В мае 1983 года во время поездки в Швецию Алла Пугачёва впервые познакомилась с вокальным трио «Herreys» — будущими победителями 1984 года на международном конкурсе «Евровидение». Трио состояло из трёх братьев Херрей: Майкла, Ричарда и Луиса. В феврале 1985 года Пугачёва снова отправилась на гастроли в Швецию и предложила уже известному трио выступить с концертами в Советском Союзе. В марте 1985 года в московском Центре международной торговли состоялись первые «пробные» совместные концерты советской певицы и шведского трио. Было дано 3 совместных концерта. На них Пугачева впервые исполнила песни «Every night and every day» и «Every song you sing» (последняя песня больше нигде не исполнялась). Фактически, они ещё не относились к программе «Алла Пугачёва представляет…». По-настоящему, программа «Алла Пугачёва представляет…» была представлена зрителям в конце августа — начале сентября 1985 года. Уже на большой концертной площадке — сцене Ленинградского СКК им. Ленина было дано 7 концертов. Концертам сопутствовали аншлаги и успех: о них писали в прессе, снимали телеверсии для показа по центральному и местным телеканалам. После концертов в Ленинграде программа «Алла Пугачёва представляет…» с таким же успехом прошла в Таллине (на сцене зала «Горхолл») и в Москве (на сцене ГЦКЗ «Россия» и Дворца спорта «Лужники»). Всего за всю концертную программу было дано 22 совместных концерта (не учитывая трёх мартовских «пробных» концертов в московском Центре международной торговли).

## Даты концертов
| Дата                         | Город     | Концертная площадка                       | Количество концертов |
| ---------------------------- | --------- | ----------------------------------------- | -------------------- |
| 21—23 марта 1985             | Москва    | Совинцентр (Центр международной торговли) | 3                    |
| 29 августа — 7 сентября 1985 | Ленинград | СКК им. Ленина (СКК «Петербургский»)      | 7                    |
| 9—13 сентября 1985           | Таллин    | Концертный зал «Горхолл»                  | 5                    |
| 16—21 сентября 1985          | Москва    | ГЦКЗ «Россия»                             | 6                    |
| 25—28 сентября 1985          | Москва    | Дворец спорта «Лужники»                   | 4                    |

## Сет-лист программы
Сет-лист совместных концертнов в Совинцентре (март 1985 г.):
1. «Мне судьба такая выпала»
2. «Ах, как хочется жить»
3. «Канатоходка»
4. «А самолёты улетают»
5. «Кукушка»
6. «Держи меня, соломинка»
7. «Бумажный змей»
8. «Цыганских хор»
9. «Every song you sing» — премьера состоялась на последнем концерте 23 марта 1985. Исполнялась квартетом «„Herreys“ — Пугачёва». Вместе с Пугачёвой никогда больше не исполнялась
10. «Every night ahd every day» — премьера состоялась на последнем концерте 23 марта 1985. Исполнялась квартетом «„Herreys“ — Пугачёва»

| №   | Название                                                 | Текст песни                   | Музыка              | Исполнитель                                          | Длительность |
| --- | -------------------------------------------------------- | ----------------------------- | ------------------- | ---------------------------------------------------- | ------------ |
| 1.  | «Будем танцевать»                                        | Ингела Форсман                | К. Логгинс          | «Herreys»                                            |              |
| 2.  | «Синхронные сердца»                                      | Д. Кларк                      | Д. Кларк            | «Herreys»                                            |              |
| 3.  | «Stop»                                                   | М. Форсберг                   | Е. Фельдан          | «Herreys»                                            |              |
| 4.  | «I am very sorry»                                        | Майкл Херрей                  | Майкл Херрей        | Луис Херрей                                          |              |
| 5.  | «Музыка гор (из репертуара группы «Alabama»)»            | ?                             | ?                   | «Herreys»                                            |              |
| 6.  | «Diggi-Loo Diggi-Ley»                                    | Б. Линдеборг                  | Т. Седерберг        | «Herreys»                                            |              |
| 7.  | «Гонка»                                                  | Борис Баркас                  | Алла Пугачёва       | Алла Пугачёва                                        |              |
| 8.  | «Расскажите, птицы»                                      | Игорь Николаев                | Игорь Николаев      | Алла Пугачёва                                        |              |
| 9.  | «XX век»                                                 | Илья Резник, Осип Мандельштам | Игорь Николаев      | Алла Пугачёва, балетное трио «Экспрессия»            |              |
| 10. | «Путешествие на туче»                                    |                               | Эр. Горобец         | балетное трио «Экспрессия»                           |              |
| 11. | «Mirror»                                                 | Майкл Херрей                  | Майкл Херрей        | «Herreys»                                            |              |
| 12. | «Tears»                                                  | А. Норсфилд                   | П. Эдвардс          | «Herreys»                                            |              |
| 13. | «Ten, nine, eight»                                       | П. Эдвардс                    | С. Глен             | «Herreys»                                            |              |
| 14. | «Every song you sing»                                    | Майкл Херрей                  | Майкл Херрей        | Луис Херрей                                          |              |
| 15. | «Айсберг»                                                | Лидия Козлова                 | Игорь Николаев      | Алла Пугачёва                                        |              |
| 16. | «Осень»                                                  | Алла Пугачёва                 | Алла Пугачёва       | Алла Пугачёва                                        |              |
| 17. | «Без меня»                                               | Илья Резник                   | Раймонд Паулс       | Алла Пугачёва, балетное трио «Экспрессия»            |              |
| 18. | «А самолёты улетают»                                     | Алла Пугачёва                 | Алла Пугачёва       | Алла Пугачёва                                        |              |
| 19. | «Кукушка»                                                | Михаил Пляцковский            | Никита Богословский | Алла Пугачёва                                        |              |
| 20. | «Паромщик»                                               | Николай Зиновьев              | Игорь Николаев      | Алла Пугачёва                                        |              |
| 21. | «Годы мои»                                               | Илья Резник                   | Алла Пугачёва       | Алла Пугачёва                                        |              |
| 22. | «Рок-попурри»                                            | ?                             | ?                   | «Herreys»                                            |              |
| 23. | «Каждому кто-то нужен (Песни из кинофильма Братья Блюз)» | ?                             | ?                   | «Herreys»                                            |              |
| 24. | «Безумные влюблённые»                                    | Майкл Херрей                  | Майкл Херрей        | «Herreys»                                            |              |
| 25. | «Ходят слухи»                                            | Т. Норрел                     | О. Хаканссон        | Рихврд Херрей                                        |              |
| 26. | «Обернись!»                                              | Ингела Форсман                | Лассе Хольм         | «Herreys»                                            |              |
| 27. | «Самое важное»                                           | Майкл Херрей                  | Майкл Херрей        | Майкл Херрей                                         |              |
| 28. | «Летняя вечеринка»                                       | Ингела Форсман                | Лассе Хольм         | «Herreys», балетное трио «Экспрессия»                |              |
| 29. | «Every Night And Every Day»                              | Якоб Далин                    | Алла ПУгачёва       | Алла Пугачёва, «Herreys», балетное трио «Экспрессия» |              |

Также:
1. «Ленинград» — в ленинградских концертах
2. «Прости, поверь» — в ленинградских концертах

## Создатели
- Участники:
  - Исполнители — Алла Пугачёва, группа «Herreys» (Пер Майкл Херрей, Пер Ричард Херрей, Пер Луис Херрей)
  - Ведущие — Александр Воронков, Алла Пугачёва
  - Танцевальная группа — балетное трио «Экспрессия» (Борис Моисеев, Лари Хитана, Людмила Чеснулявичюте)
  - Музыканты — группа «Рецитал», руководитель Руслан Горобец
- Режиссёр-постановщик и художественный руководитель — Алла Пугачёва
- Авторы сценария — Александр Воронков, Алла Пугачёва
- Художник-постановщик — Анатолий Исаенко
- Балетмейстер — Григорий Захаров
- Художник по свету — Николай Коновалов
- Звукорежиссёры — Владимир Гринберг, В. Иванов

## Телетрансляция
Центральное телевидение СССР транслировало один из мартовских концертов в Москве в Центре международной торговли. Кроме того, концерты из программы «Алла Пугачёва представляет…» транслировало Ленинградское и Эстонское телевидение, когда они проходили в этих городах.
Также в сентябре 1985 года Ленинградским телевидением был показан документальный фильм «Алла Пугачёва и трио „Херрейз“ в Ленинграде», куда вошли некоторые фрагменты концерта, не вошедшие в основную трансляцию, а также документальные кадры прогулок по городу, интервью Аллы Пугачёвой в литературном кафе и клипы шведского трио на фоне старинной городской архитектуры.